# Euthyplocia hecuba
Euthyplocia hecuba is een haft uit de familie Euthyplociidae. De wetenschappelijke naam van de soort is voor het eerst geldig gepubliceerd in 1861 door Hagen.
De soort komt voor in het Neotropisch gebied.